# Língua natural

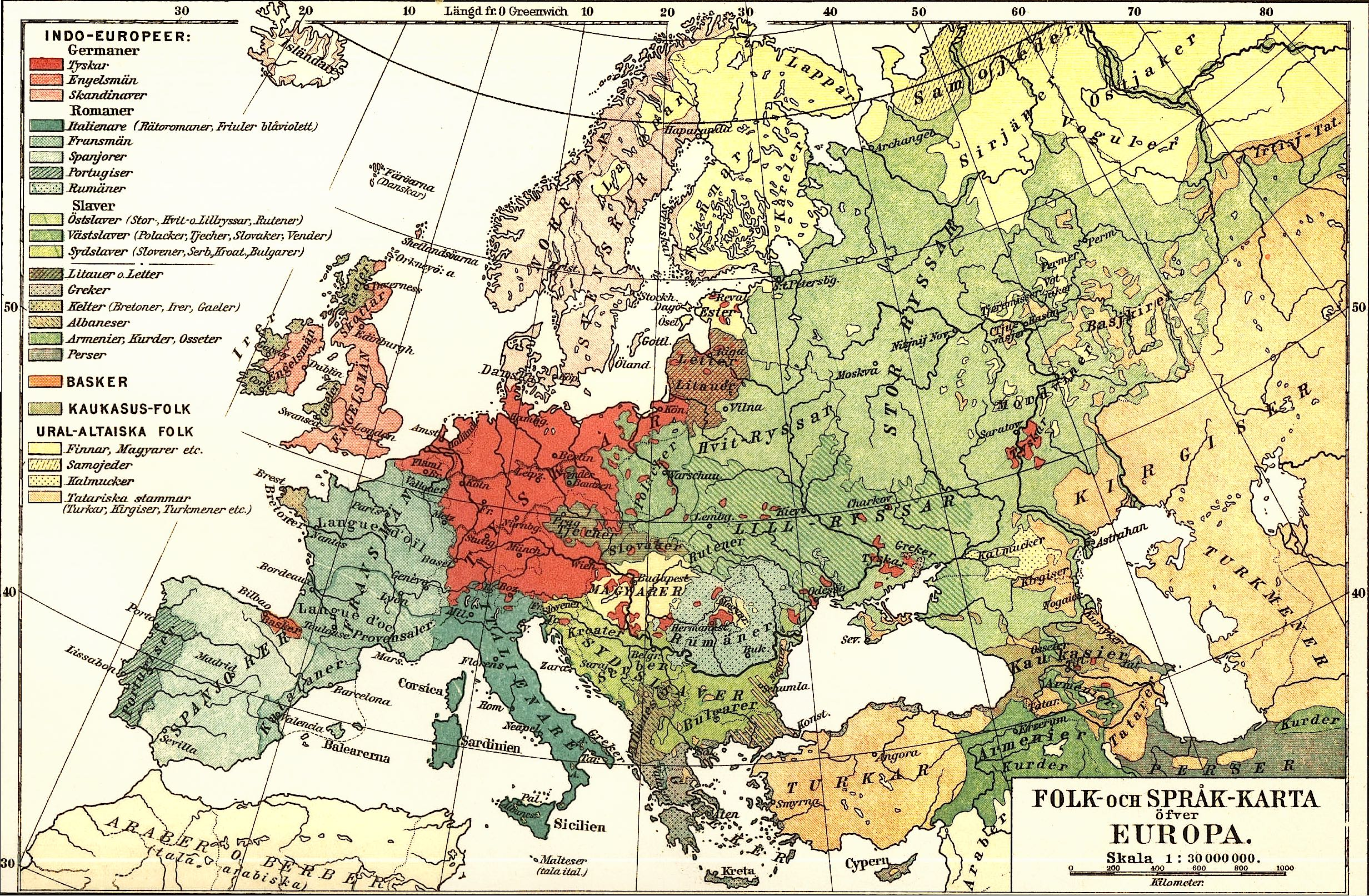
Línguas na Europa em 1907

Língua natural (língua humana, língua idiomática, ou somente língua ou idioma) é qualquer linguagem desenvolvida naturalmente pelo ser humano, de forma não premeditada, como resultado da facilidade inata para a linguagem possuída pelo intelecto humano. Vários exemplos podem ser dados como as línguas faladas e as línguas de sinais. A linguagem natural é normalmente utilizada para a comunicação. As línguas naturais são diferentes das línguas construídas e das línguas formais, tais como a linguística computacional, a língua escrita, a linguagem animal e as linguagens usadas no estudo formal da lógica, especialmente da lógica matemática.
As línguas de sinais ou línguas gestuais são também línguas naturais, visto possuírem as mesmas propriedades características: gramática e sintaxe com dependências não locais, infinidade discreta, generatividade e criatividade. Línguas de sinais ou gestuais como a estadunidense, a francesa, a brasileira ou a portuguesa estão devidamente documentadas na literatura científica.

## Definição
Línguas naturais são, grosso modo, o contrário de línguas artificiais ou construídas, como linguagens de programação de computador, assim como de sistemas de comunicação existentes na natureza, como a dança das abelhas. Embora exista uma grande variedade de línguas naturais, qualquer criança humana normal é capaz de aprender qualquer língua natural.
O estudo das línguas nos permite identificar muito sobre seu funcionamento (sintaxe, semântica, fonética, fonologia, etc.), mas também sobre como a mente e o cérebro humanos processam a linguagem. Em termos linguísticos, a língua natural é uma expressão que apenas se aplica a uma linguagem que evoluiu naturalmente, como a fala nativa (primeira língua) de um indivíduo. A fala, assim como outros tipos de língua natural, é formada por unidades menores (palavras) que possuem significados, e essas unidades, por sua vez, são formadas por unidades ainda menores (como vogais e consoantes).
É comumente alegado que o francês, o inglês e o português falados são "línguas". No entanto, sabemos que o inglês americano não é exatamente igual ao inglês antilhano ou britânico e, ainda, que dentro dessas regiões (como nos limites da Inglaterra) existem variedades ainda numerosas de inglês, normalmente chamadas de "dialetos". Do ponto de vista estritamente científico, contudo, não existe um limite objetivo entre o que seriam línguas e o que seriam dialetos; como escreveu o cientista Hermann Paul, "com efeito, podemos distinguir tantas línguas quanto indivíduos". Portanto, quando falamos do inglês, do francês e do alemão estamos tratando de abstrações que não correspondem exatamente à realidade.
Atualmente é aceito pela academia que línguas são sistemas. Todos os elementos de uma língua estão ligados entre si a partir de uma variedade de relações. Essa compreensão das línguas foi, inicialmente, instituída por Ferdinand de Saussure. Saussure falou das línguas como sistemas de signos onde, para cada signo linguístico, haveria um significante e uma referência (significado): seu equivalente na língua (a palavra menina) e um conceito que a língua pretende expressar (o conceito de menina). A teorização de Noam Chomsky, segundo a qual "língua é um conjunto de sentenças (finitas ou infinitas), cada uma finita em extensão e construídas a partir de um conjunto finito de elementos", é uma das mais aceitas hoje. Chomsky postulou a existência de uma Gramática Universal, comum a todas as línguas, que seria herdada geneticamente.

## Origens
Não existe consenso entre os antropólogos acerca de quando e como teria surgido a linguagem nos seres humanos (ou em seus ancestrais). As estimativas variam consideravelmente, sendo que alguns cientistas apontam para a existência de linguagem há 2 milhões de anos entre os Homo habilis, enquanto outros preferem localizá-la há quarenta mil anos apenas, no tempo do homem de Cro-magnon. No entanto, evidências recentes indicam que a linguagem humana foi inventada (ou evoluiu) na África antes da dispersão dos humanos pelo globo a partir dessa região há cerca de 50 mil anos. Além disso, é lógico supor que, como todos os grupos humanos conhecidos possuem línguas, a língua natural deve ter figurado entre os ancestrais de todos esses grupos.

## A linguagem e o cérebro

A área de Wernicke, em verde, e a área de Broca, em azul claro. Alguns cientistas argumentam que essas áreas possuem forte relação com a linguagem humana

Muito pouco se sabe, na realidade, sobre a relação entre a linguagem (como a percebemos) e o cérebro humano. Embora uma grande maioria de estudiosos da neurolinguística afirme que o crescimento do cérebro (sobretudo do córtex) está relacionado ao surgimento da linguagem, as informações que temos sobre o assunto ainda são muito limitadas. Sabemos, por exemplo, que o hemisfério esquerdo do cérebro “envolve” a compreensão e produção da fala. O estudo das lesões cerebrais em pacientes que perderam a fala (ou sofreram alterações visíveis na forma de articular a fala, ou de pronunciar sentenças) indica que duas áreas do cérebro, a área de Broca e a área de Wernicke, são responsáveis respectivamente pelo planejamento e pela compreensão da fala. No entanto, pesquisas recentes têm questionado a validade dessa suposição, sobretudo a partir do questionamento da metodologia empregada pelos cientistas ao registrarem e analisarem estes casos. De acordo com Loraine K. Obler e Kris Bjerlow, “Duas escolas do estudo de neurolinguística são tradicionalmente descritas: os ‘localizacionistas’ e os holistas”. Os primeiros, como o cientista Broca, postularam a existência de um vínculo direto entre certas áreas do cérebro e produção da fala, enquanto na perspectiva dos holistas não existem centros de linguagem e, na realidade, todo o cérebro contribui para a produção de um determinado fenômeno, como a fala.

## O funcionamento das linguagens naturais

### A fala
Sabemos que a fala funciona na base da repetição de unidades chamadas palavras, cujo sentido se repete, sendo que estas, por sua vez, são formadas por outras unidades menores (vogais e consoantes) que também se repetem. Na realidade, determinar o que são palavras e os limites entre as unidades fonéticas da fala é, ainda, um desafio. Espectrogramas de sentenças faladas não permitem ver com clareza onde começa uma vogal e onde ela termina. Pesquisas mostram que, não importa quão rápido ou lentamente os idiomas sejam falados, eles tendem a transmitir informações aproximadamente na mesma taxa: 39 bits por segundo, aproximadamente o dobro da velocidade do código Morse.
As línguas faladas variam no tempo e no espaço. O inglês falado por um londrino na época do rei Henrique VIII certamente não é o mesmo que o inglês falado por um londrino hoje, assim como o inglês falado por um britânico contemporâneo dificilmente pode ser considerado semelhante ao inglês falado em várias das ex-colônias britânicas hoje. A forma como as línguas faladas mudam é assunto de particular interesse na academia. Por exemplo, comparando dialetos do inglês, os cientistas perceberam que em alguns países e regiões o “r” [r] das sílabas finais de palavras como “sport” (esporte) não eram pronunciados. O caso contrário ocorria em Nova Iorque no século XX, onde o uso do [r] no final de sílaba era muito mais comum. Segundo estudo realizado por William Labov, essa diferença surgiu porque o uso do [r] foi, em determinada época, vinculado a uma maneira de falar prestigiosa. Em outras palavras, usar o [r] no final de sílabas se tornou uma questão de status e, assim, passou a ser empregada por segmentos específicos da sociedade nova-iorquina, tendo posteriormente se difundido entre outros segmentos sociais também.
O método comparativo também permite que os linguistas entendam o funcionamento da língua falada. A partir deste método, pode-se traçar relações entre as línguas atuais, e possíveis origens comuns que elas teriam partilhado em um passado distante. É o caso do indo-europeu, uma matriz imaginária que supostamente teria sido precursora de línguas atuais como o russo, o alemão, o inglês, o francês, o português, etc..

### A língua de sinais

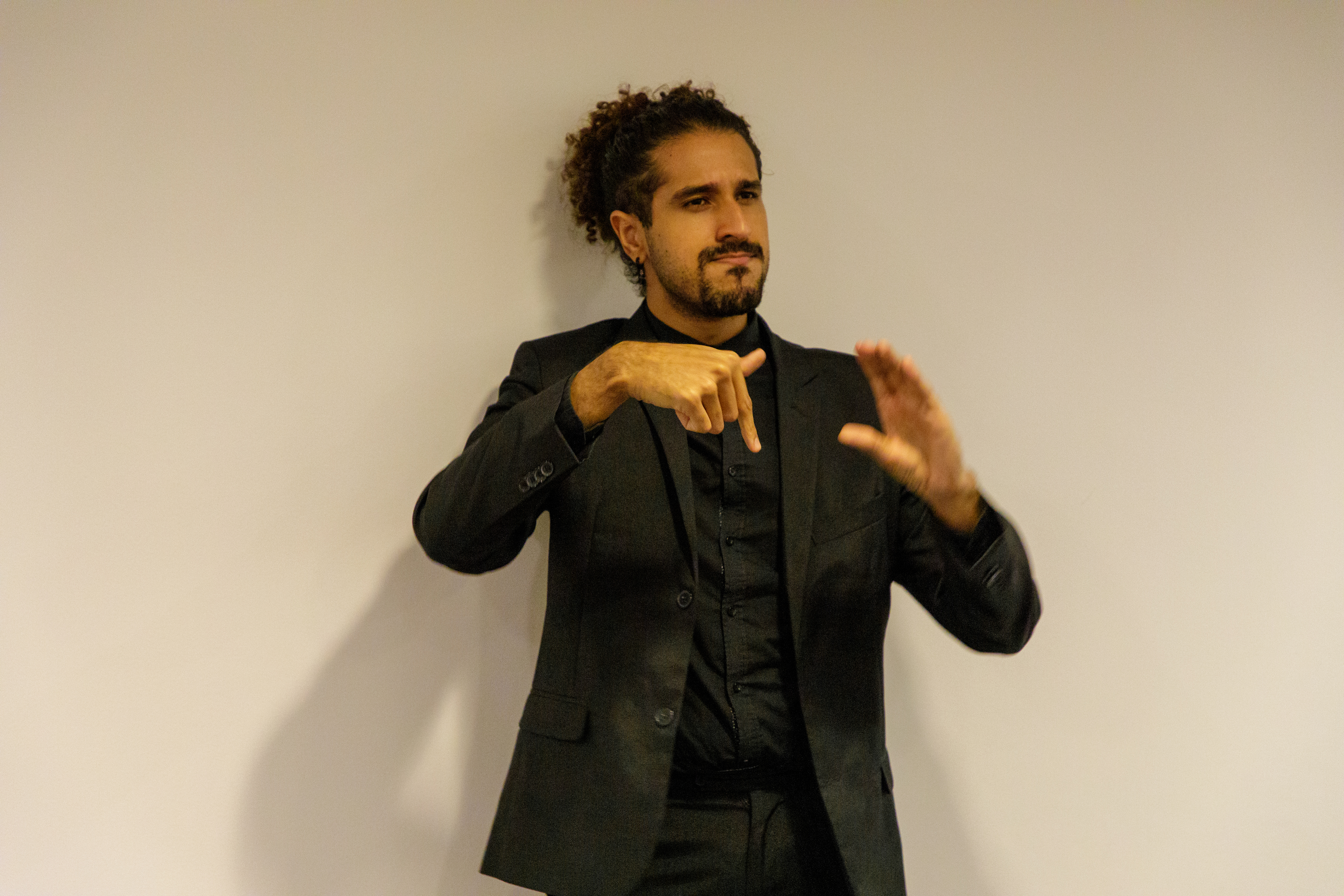
homem se expressando em libras

A língua de sinais é uma outra variedade conhecida de língua natural. De acordo com o neurologista Oliver Sacks, “os surdos geram línguas de sinais em qualquer lugar onde existam comunidades de surdos; é para eles a forma mais fácil e natural de comunicação”. Além disso, a língua de sinais é altamente expressiva, tanto quanto a língua falada. No entanto, em sua obra “Vendo Vozes”, Oliver Sacks apresenta vários casos de pacientes que, devido a ambientes desfavoráveis (o que envolve o preconceito da sociedade em relação aos surdos, mas também outros fatores), desenvolvem suas capacidades linguísticas com mais tardar ou com maior dificuldade.
A língua de sinais, assim como as línguas faladas, possui estruturas gramaticais complexas.